# レクリエーション・パーク (フィラデルフィア)
レクリエーション・パーク（Recreation Park）は、アメリカのペンシルベニア州フィラデルフィアにかつて存在した野球場。MLBフィラデルフィア・クエイカーズ（現フィラデルフィア・フィリーズ）が1883年の球団創設から1886年まで本拠地にしていた。
1882年4月8日に開場。翌1883年5月1日に初のMLB公式戦が開催された。
| 前本拠地： n/a - | フィラデルフィア・フィリーズの本拠地 1883 - 1886 | 次本拠地： ベイカー・ボウル 1887 - 1938 |